# Campeonato Asiático de Atletismo de 2013 - Revezamento 4x100 m masculino
A prova dos 4 x 100 metros estafetas masculino do Campeonato Asiático de Atletismo de 2013 foi disputada entre os dias 5 e 6 de julho de 2013 no Shree Shiv Chhatrapati Sports Complex em Pune, na Índia. 

## Recordes
Antes desta competição, os recordes mundiais e do campeonato nesta prova eram os seguintes:
|                       | Nome                                                                          | Nacionalidade | Tempo  | Local   | Data                  |
| --------------------- | ----------------------------------------------------------------------------- | ------------- | ------ | ------- | --------------------- |
| Recorde mundial       | Nesta Carter, Michael Frater Yohan Blake, Usain Bolt                          | Jamaica       | 36s 84 | Londres | 11 de agosto de 2012  |
| Recorde do campeonato | Kongdech Natenee, Vissanu Sophanich Ekkachai Janthana, Sittichai Suwonprateep | Tailândia     | 38s 80 | Jacarta | 2000                  |
| Recorde asiático      | Nobuharu Asahara, Shinji Takahira Shingo Suetsugu, Naoki Tsukahara            | Japão         | 38s 03 | Osaka   | 1 de setembro de 2007 |

## Medalhistas
| Ouro                                                                             | Prata                                                                 | Bronze                                                  |
| Hong Kong · Tang Yik Chun · Ng Ka Fung · Lai Chun Ho · Tsui Chi Ho · Ho Man Lok* | Japão · Kazuma Oseto · Sota Kawatsura · Kei Takase · Yuichi Kobayashi | China · Guo Fan · Su Bingtian · Xie Zhenye · Chen Qiang |

* Atletas que competiram somente nas baterias.

## Cronograma
Todos os horários são locais (UTC+5:30).
| Data       | Hora  | Evento  |
| ---------- | ----- | ------- |
| 5 de julho | 17:50 | Bateria |
| 6 de julho | 20:00 | Final   |

## Resultados

### Bateria
Qualificação: 3 atletas de cada bateria  (Q) mais os  2 melhores qualificados (q). 
| Posição | Bateria | Nacionalidade | Atletas                                                                 | Tempo | Notas |
| ------- | ------- | ------------- | ----------------------------------------------------------------------- | ----- | ----- |
| 1       | 1       | Japão         | Kazuma Oseto, Kei Takase, Yuichi Kobayashi, Sota Kawatsura              | 39.10 | Q     |
| 2       | 1       | Coreia do Sul | Oh Kyong-soo, Yoo Min-woo, Cho Kyu-won, Kim Kuk-young                   | 39.15 | Q     |
| 3       | 1       | Hong Kong     | Tsui Chi Ho, Ho Man Lok, Ng Ka Fung, Lai Chun Ho                        | 39.43 | Q     |
| 4       | 1       | Omã           | Fahad Al-Jabri, Abdullah Al-Saadi, Barakat Al-Harthi, Abdullah Al-Sooli | 39.78 | q     |
| 5       | 2       | Taipé Chinesa | Wang Wen-Tang, Pan Po-Yu, Liu Yuan-Kai, Yi Wei-Chen                     | 39.85 | Q     |
| 6       | 2       | China         | Su Bingtian, Guo Fan, Xie Zhenye, Chen Qiang                            | 39.95 | Q     |
| 7       | 1       | Bahrein       | Mohamed Salman, Abdulla Al-Ameeri, Ali Al-Doseri, Isa Ghailan           | 40.98 | q     |
| 8       | 2       | Macau         | Pao Hin Fong, Yang Zi Xian, Chan Kin Fong, Lam Kin Hang                 | 42.52 | Q     |
| 9       | 2       | Afeganistão   | A. Anwari, Abdul Qadeer Ghani Zada, Shareg Hamkar, Massoud Azizi        | 44.40 |       |
| 10      | 2       | Singapura     | Calvin Kang, Cheng Wei Lee, Gary Yeo, Mohd Amiruddin Jamal              | DNF   |       |
| 10      | 2       | Índia         | Vijayakumar M., Sameer Mon, Krishna Kumar Rane, Manikanda Raj           | DNF   |       |

### Final
A final da prova ocorreu dia 6 de julho às 20:00.
| Posição           | Nacionalidade | Atletas                                                                | Tempo | Notas |
| ----------------- | ------------- | ---------------------------------------------------------------------- | ----- | ----- |
| Medalha de ouro   | Hong Kong     | Tang Yik Chun, Ng Ka Fung, Lai Chun Ho, Tsui Chi Ho                    | 38.94 |       |
| Medalha de prata  | Japão         | Kazuma Oseto, Sota Kawatsura, Kei Takase, Yuichi Kobayashi             | 39.11 |       |
| Medalha de bronze | China         | Guo Fan, Su Bingtian, Xie Zhenye, Chen Qiang                           | 39.17 |       |
| 4                 | Coreia do Sul | Oh Kyong-soo, Yoo Min-woo, Cho Kyu-won, Kim Kuk-young                  | 39.18 |       |
| 5                 | Taipé Chinesa | Wang Wen-Tang, Pan Po-Yu, Liu Yuan-Kai, Yi Wei-Chen                    | 39.52 |       |
| 6                 | Macau         | Pao Hin Fong, Lam Kin Hang, Yang Zi Xian, Chan Kin Fong                | 41.87 |       |
| 7                 | Omã           | Obaid Al-Quraini, Abdullah Al-Sooli, Barakat Al-Harthi, Fahad Al-Jabri | DNF   |       |
| 8                 | Bahrein       | Isa Ghailan, Abdulla Al-Ameeri, Ali Al-Doseri, Mohamed Salman          | DQ    |       |

Legenda
| Recorde mundial       | Recorde mundial (World record)               |                       | Recorde africano                      | Recorde africano (African) |                                           | Q | Classificado por posição (Qualified) |
| Recorde do campeonato | Recorde do campeonato (Championship record)  | Recorde da América    | Recorde da América (Americas)         | q                          | Classificado por melhor tempo (Qualified) |   |                                      |
| Melhor marca do ano   | Melhor marca do ano (World leading)          | Recorde asiático      | Recorde asiático (Asian)              | DNS                        | Não largou (Did not start)                |   |                                      |
| Recorde nacional      | Recorde nacional (National record)           | Recorde europeu       | Recorde europeu (European)            | DNF                        | Não terminou (Did not finish)             |   |                                      |
| Recorde pessoal       | Recorde pessoal do atleta (Personal best)    | Recorde da Oceania    | Recorde da Oceania (Oceania)          | DSQ / DQ                   | Desclassificado (Disqualified)            |   |                                      |
| Recorde da temporada  | Recorde da temporada do atleta (Season best) | Recorde sul-americano | Recorde sul-americano (South America) | NM                         | Sem marca (No mark)                       |   |                                      |